# 渡辺喜三郎
渡辺 喜三郎（わたなべ きさぶろう、1936年1月29日 - 2019年9月25日）は、日本の柔道家（講道館7段）。

## 経歴
新潟県加茂市出身。県立加茂農林高校2年生の時に滝沢虎雄6段の元で柔道を始め、身長176cm・体重80kgと均整の取れた体躯と先天的な体の弾力性や巧妙な体捌きを以て稽古に励んだ。生来左利きであったが柔道においては右組を主とし、高校時代には中央大学出身の宮内英二8段の指導も受けてメキメキと頭角を現した。
1954年春に高校卒業後は師の宮内と同じ中央大学へ進学して菊池揚二9段や山辺正路8段の薫陶を受け、忽ち当時の学生柔道界において抜きん出た存在となった。
この頃の学生柔道界は日本大学の松下三郎を筆頭に早稲田大学の三宅倫三、天理大学の今村春夫や古賀正躬、明治大学の神永昭夫、関西大学の岩田兵衛、東京教育大学の長谷川博之や猪熊功らが全国的に名を馳せた時代であり、渡辺はそれらと鎬を削って学生柔道黄金時代の立役者の1人として活躍している。
中央大学では1年先輩に講道館少年組出身の春日邦之、同期に太田伸一（のち旭化成）や高木志行（のち東洋商業高校副校長）、森田祐造（のち日本イヤーボン）らがおり、渡辺はこのうち森田と寝食を共にして、2人は左右で同等の技が出せる事を理想に稽古はもちろん日常生活でも左右の手を同等に使うよう心掛けたという。
この結果、渡辺は右組からの内股や大外刈、背負投、支釣込足と、左組からも同じく大外刈、背負投、支釣込足を習得。郷里・新潟の大先輩に当たる中野正三10段が説いた左右の技を同等に使いこなす境地を渡辺は見事に体現して見せた。
学生時代の戦歴は、学生界ナンバーワンと言われた松下三郎と数回試合を行って全部引き分け、神永昭夫とも数回の試合で1,2回勝ち越し、古賀正躬には5,6回勝ち越している。1956年9月30日の第9回全日本東西対抗大会には東軍の次鋒で出場し天理大主将の今村春夫ら3人を抜いて優秀選手に選出。
同年11月の全日本学生選手権では5人を勝ち抜いて決勝戦に進出するも、決勝で天理大学の米田圭佑に判定で敗れて学生日本一の栄冠は成らなかった。それでも続く1957年の関東学生段位別選手権では4段の部に出場し、決勝戦で東京教育大の猪熊功を判定に破り優勝を飾っている。
1958年3月に中央大学を卒業し、倉敷レイヨン（現・クラレ）に入社。
入社直後5月5日の全日本選手権に初出場するも、2回戦で学生時代からのライバルである神永昭夫に敗れ上位進出はならず。一方、同月に東京で開催の第3回アジア大会にて公開競技として採用された柔道競技（会場は講道館）の代表選手に選ばれた渡辺は準決勝戦で神永に雪辱を果たし、決勝戦でも関西大の岩田兵衛に優勢勝を収めて優勝を果たした。
1959年の全日本選手権東京予選では決勝戦で神永と接戦を演じ、延長2回24分の激闘の末に異例とも言える2人優勝となって2度目の本大会出場権を獲得。直後5月5日の本大会では初戦で古賀正躬に優勢勝ち、2回戦で照井時彦を左大外刈で一閃、3回戦で河野雅英に優勢勝ちと順調に勝ち進んだが、準決勝戦では神永に判定で敗れ第3位に甘んじた。
決して大きくは無い体躯ながら体重無差別の全日本選手権にはその後も1962年まで3度の出場を果たしたが、59年大会ほどの目覚ましい結果を残す事は出来ず、60年大会はリーグ戦敗退、61年大会はリーグ戦を勝ち残るもトーナメント初戦で巨漢の小田雄三に敗れ、最後の出場となった62年大会でもリーグ戦を勝ち残ったが同じくトーナメント初戦で長谷川博之に敗れている。
その後は1962年6月にイギリス柔道連盟からナショナル・コーチとして招聘され、“イギリス柔道の父”こと小泉軍治8段が創始した武道会と練習殿（いずれもイギリス最大の柔道場）で指導の任に当たり、この間に自身もレービッド・スクールで英語を学んで中級試験に合格。4年半のロンドン滞在中には英文著書『チャンピオン柔道』を残している。
1967年12月に日本へ帰国し、その柔道技術と英語力を買われて日本武道館に入り振興部部長等を務めた。その後は全日本学生柔道連盟副会長や東京学生柔道連盟会長といった要職を歴任し、学生柔道界の発展に尽力した。